# Clepticus brasiliensis
Clepticus brasiliensis Heiser, Moura & Robertson, 2000 è un pesce di acqua salata appartenente alla famiglia Labridae.

## Distribuzione e habitat
Proviene dalle barriere coralline dell'oceano Atlantico, in particolare dal Brasile. Nuota nelle zone con fondo roccioso in prossimità della costa, fino a 60 m di profondità.

## Descrizione
Presenta un corpo compresso lateralmente, di forma ovale, allungato, con la testa dal profilo leggermente appuntito. La colorazione è prevalentemente rosa-rossastra, con un'area gialla irregolare sul ventre. La caratteristica particolare di questa specie sono le pinne, dello stesso colore del corpo, che sono estremamente allungate. Le pinne pettorali sono alte, mentre la pinna caudale è a forma di mezzaluna e presenta i raggi esterni allungati a formare dei filamenti lunghi quanto il corpo. La lunghezza massima di questa specie non è stata registrata.

## Biologia

### Comportamento
Nuota in banchi composti da molti esemplari.

### Alimentazione
Si nutre prevalentemente di plancton.

## Conservazione
Questa specie viene classificata come "a rischio minimo" (LC) dalla lista rossa IUCN perché è diffusa in alcune aree marine protette e non sembra essere minacciata da particolari pericoli.